# 進藤武左ヱ門
進藤 武左ヱ門（進藤 武左衞門、しんどう ぶざえもん、1896年 - 1981年）は、日本の実業家。日本発送電副総裁、中国電力初代会長、水資源開発公団（現・水資源機構）総裁などを務めた。

## 略歴
山梨県北巨摩郡小淵沢村（現・北杜市）出身。山梨県立甲府中学校（現・山梨県立甲府第一高等学校）、長野県立諏訪中学校（現・長野県諏訪清陵高等学校）、佐賀県立佐賀中学校（現・佐賀県立佐賀西高等学校）、旧制第五高等学校を経て、九州帝国大学（現・九州大学）工学部電気科卒業。1923年東邦電力入社。東京電力を経て、東京電灯取締役、関東配電副社長、戦災復興院業務局長、資源庁長官、日本発送電副総裁、通商産業省（現・経済産業省）資源局長、行政審議会委員、中国電力会長、電源開発副総裁、大聖通商株式会社会長、愛知用水公団副総裁、水資源開発公団（現・水資源機構）総裁、電源開発調整審議会会長代理などを歴任。松永安左エ門や、小林一三、高碕達之助のもとで能力を発揮し、国力維持のための電源確保、水力・火力の発電計画、戦後経済復興ための電力供給に携わった。
叔父は、東邦電力常務、九州鉄道（現・西日本鉄道）社長などを務めた進藤甲兵。